# Hans Schwemmer
Hans Schwemmer (ur. 11 września 1945 w Riggau; zm. 1 października 2001 w Cairns) – niemiecki duchowny katolicki, arcybiskup, nuncjusz apostolski.

## Życiorys
4 lipca 1971 otrzymał święcenia kapłańskie i został inkardynowany do diecezji ratyzbońskiej. W 1975 rozpoczął przygotowanie do służby dyplomatycznej na Papieskiej Akademii Kościelnej. 
9 lipca 1997 został mianowany przez Jana Pawła II nuncjuszem apostolskim w Papui-Nowej Gwinei oraz arcybiskupem tytularnym Rebellum. Sakry biskupiej 21 września 1997 ówczesny Sekretarz Stanu kard. Angelo Sodano. Był równocześnie nuncjuszem akredytowanym na Wyspach Salomona.
Zmarł 1 października 2001 w wieku 56 lat.